# Renault Trucks

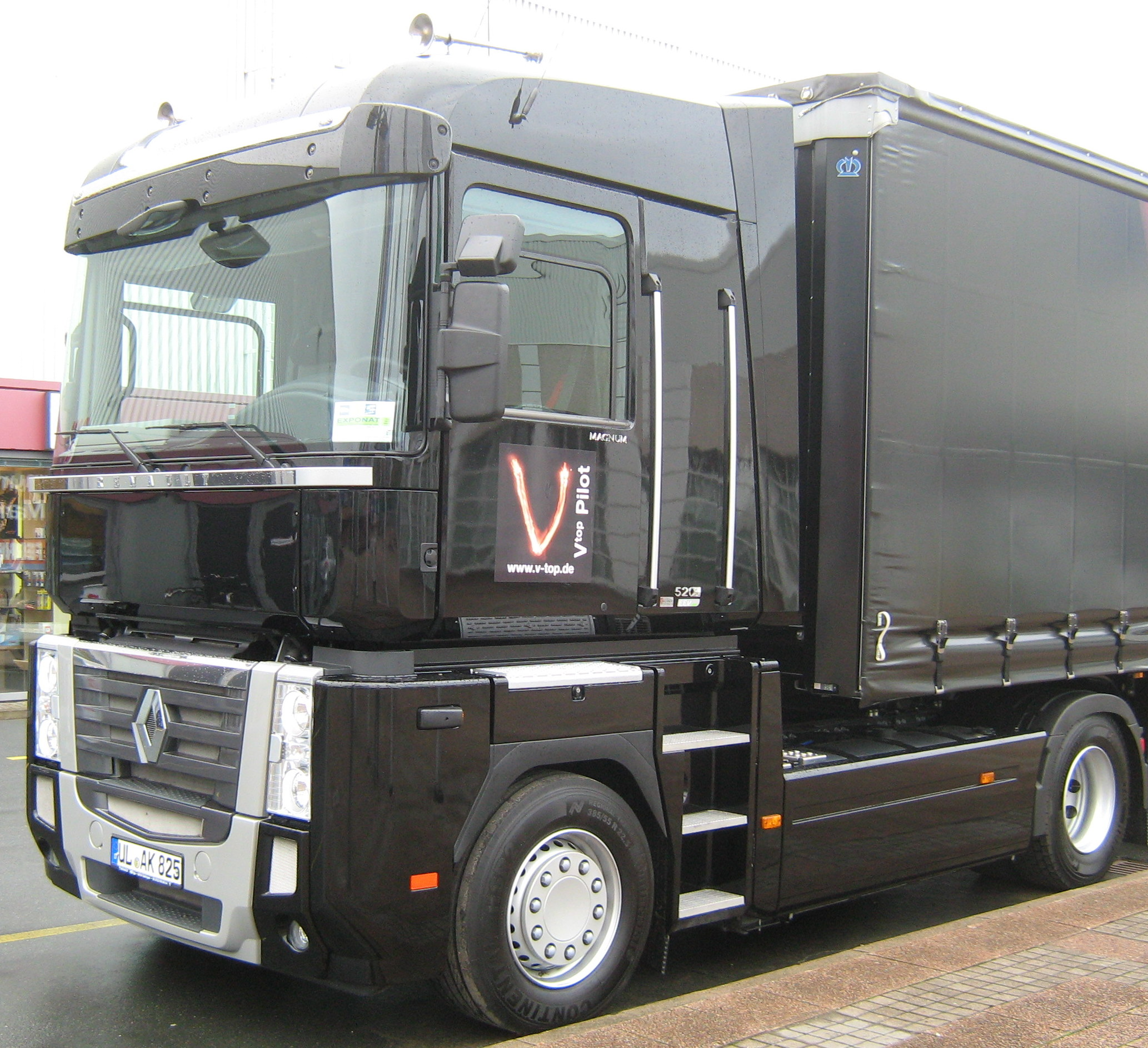
Renault Magnum

Renault Trucks SAS – francuski producent samochodów ciężarowych, z siedzibą w Saint-Priest koło Lyonu. W 2001 r. przedsiębiorstwo zostało sprzedane grupie Volvo. W latach 1978–2002 oficjalna nazwa przedsiębiorstwa brzmiała Renault Véhicules Industriels (od 1992 pisano Renault V. I. lub krótko RVI).
30 marca 1899 r., Louis Renault razem ze swoimi starszymi braćmi Marcelem  Renault i Fernandem Renault założyli firmę Renault Freres (Bracia Renault) z siedzibą w Billancourt. W 1900 r. rozpoczęła się produkcja ciężarówek o małym tonażu. W roku 1906 Renault Freres wyprodukował swoją pierwszą ciężarówkę. Przed I wojną światową Renault stał się producentem samochodów ciężarowych oraz realizował dostawę dla armii radzieckiej. Oprócz tego Renault oraz konstruktor Marius Berliet produkowali czołgi na potrzebę wojsk. W roku 1923 Reanult wprowadził na rynek ciągnik drogowy, a w roku 1928 wyposażył go w silnik Diesla. Pomiędzy 1952 a 1974 firmy Laffly, Rochet Schneider, Camiva i Citroën HGV połączyły się z Berliet. W roku 1957 Berliet wyprodukował model T100, największą ciężarówkę świata. W roku 1978 firmy Berliet i Saviem połączyły się, tworząc jedynego producenta ciężkich pojazdów użytkowych we Francji, który przekształcił się w Renault Véhicules Industriels. Renault Véhicules Industriels dążył do stworzenia międzynarodowej grupy poprzez przejęcie firmy Dodge Europe w roku 1983 oraz znanej marki z rynku amerykańskiego Mack w roku 1990. Od 1983 r. rozpoczęli tworzenie nowoczesnej generacji ciężarówek Renault.
Do 1999 r. produkowano także autobusy pod marką Renault (przejęła ona również tradycje takich marek jak Berliet oraz Karosa). Jednak oddział zajmujący się ich produkcją został sprzedany koncernowi Fiat-Iveco, a marka autobusów przekształcona w Irisbus.
Renault Trucks jest drugim pod względem ważności ogniwem w Grupie Volvo, której rozwój polega na ekspansji 3 niezależnych marek o zasięgu światowym: Renault, Volvo i Mack.
Renault Trucks jest obecny w 100 krajach na 5 kontynentach. Rozwój i produkcja pojazdów jest skoncentrowana we Francji oraz Hiszpanii. Oprócz samochodów ciężarowych i silników Diesla produkowane są również pojazdy wojskowe.

## Profil
15 000 pracowników
1200 punktów sprzedaży i serwisu w 100 krajach
5 fabryk w Europie
11 centrów montażowych na świecie
Cel: sprzedaż 100 000 pojazdów użytkowych w 2010

## Historia
1955: Renault wraz z przedsiębiorstwami Latil i Somua tworzy spółkę-córkę Saviem, mającą zająć się produkcją samochodów ciężarowych i autobusów
1975 : Renault przejmuję od grupy Michelin spółkę Berliet
1978 : Berliet i Saviem łączą się tworząc Renault Véhicules Industriels
1987 : Renault Véhicules Industriels przejmuje 40% udziałów amerykańskiej spółki Mack Trucks
1990: Mack Trucks całkowicie przechodzi na własność RVI
1992 : Renault Véhicules Industriels zmienia nazwę na Renault V.I.
1994 : RVI kupuje czeską fabrykę autobusów Karosa
1997 : Rozpoczyna się współpraca z fińskim producentem ciężarówek Sisu
1999 : Wydział zajmujący się produkcją autobusów i autokarów pod markami Renault i Karosa występuje z RVI i łączy się z koncernem Fiat-Iveco tworząc wspólną spółkę Irisbus, w 2003 spółka w 100% staje się własnością Iveco, odtąd autobusy i autokary produkowane są wyłącznie pod marką Irisbus
2001 : Renault V.I. wraz z Mack Trucks staje się częścią grupy Volvo AB
2002 : Renault V.I. przekształca się w Renault Trucks
2006 : Renault Trucks przejmuje ACMAT

## Fabryki koncernu
Fabryki koncernu zlokalizowane są w:
- Francja
  - Lyon (Vénissieux) (założona w 1916 roku)[5]
  - Bourg-en-Bresse (założona w 1964 roku)[6]
  - Blainville-sur-Orne[7]
  - Limoges[8]

## Pojazdy

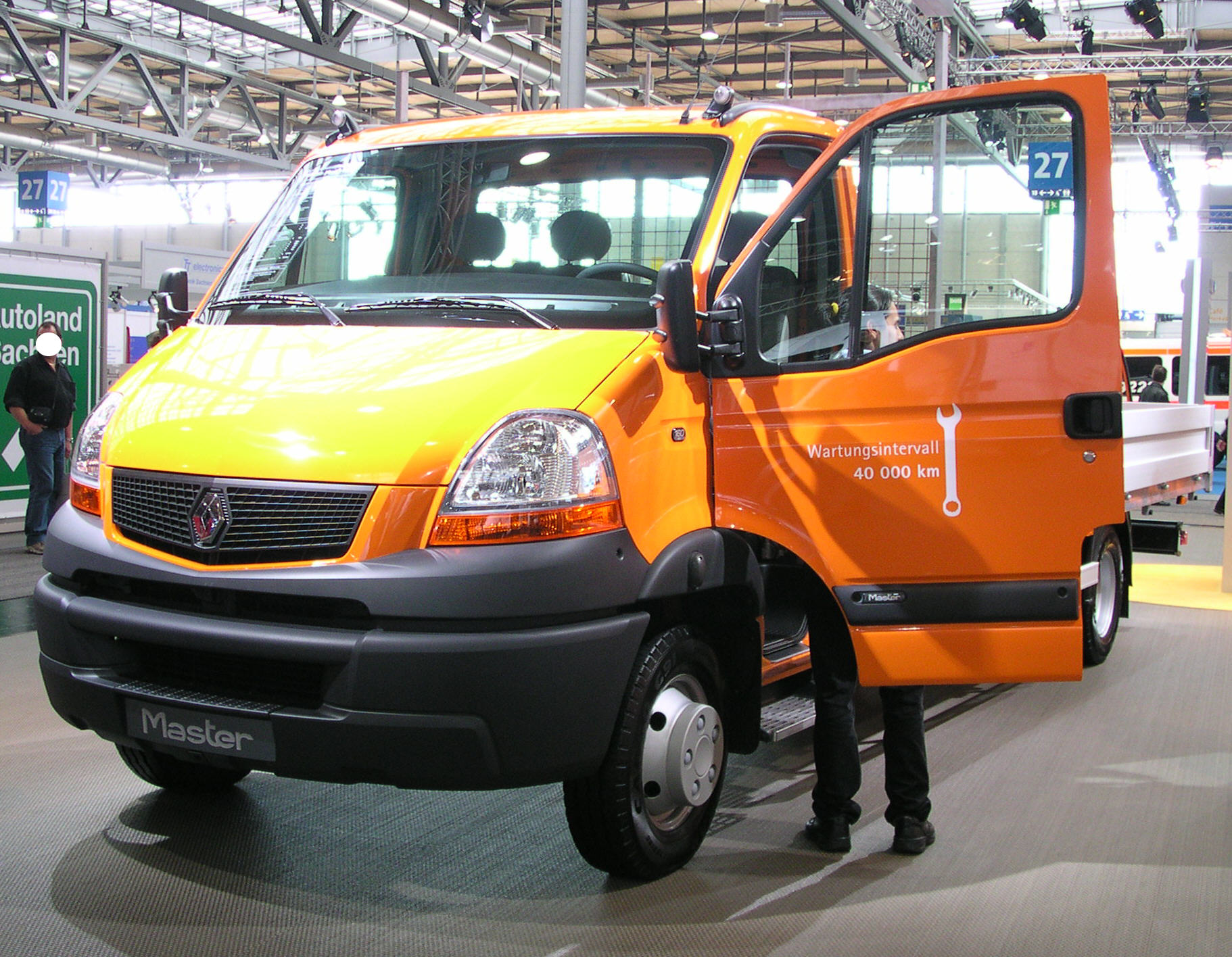
Renault Mascott (2006)

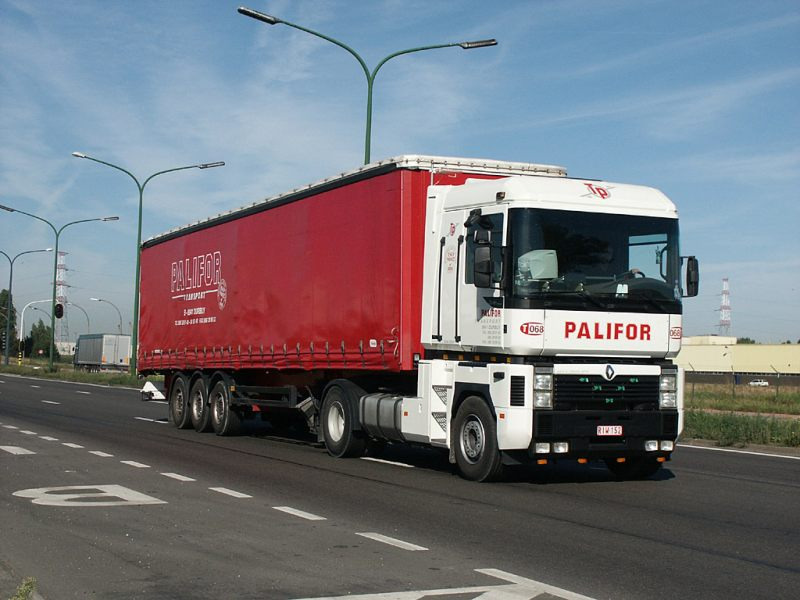
Renault Magnum (2004)

### Aktualnie produkowane

#### Gama pojazdów transportu dalekiego
Renault Trucks T
Renault Trucks T High

#### Gama pojazdów dostawczych
Renault Master Red Edition
Renault Master E-Tech
Renault D

#### Gama pojazdów budowlanych
Renault K
Renault C

### Wycofane z produkcji

#### Gama pojazdów dostawczych
Renault Mascott
Renault Maxity

#### Gama dystrybucyjna
Renault Midliner
Renault Midlum
Renault Premium Distribution

#### Gama pojazdów budowlanych
Renault Kerax
Renault Premium Lander

#### Gama pojazdów transportu dalekiego
Renault Magnum
Renault Premium Route